# Curtefranca bianco Vigna
Il Curtefranca bianco Vigna è un vino DOC la cui produzione è consentita nella provincia di Brescia.
Curtefranca è la denominazione che dal 2008 ha preso il posto di Terre di Franciacorta. Curtefranca Bianco Vigna è la sottodenominazione di Curtefranca bianco che può portare in etichetta la menzione "vigna" seguita dal relativo toponimo e si caratterizza per una maggior complessità, qualità e tipicità della microzona di provenienza.

## Caratteristiche organolettiche
- colore: paglierino più o meno intenso con riflessi verdognoli
- odore: delicato, caratteristico
- sapore: asciutto, intenso, caratteristico, armonico

## Abbinamenti consigliati
Casoncelli bresciani

## Produzione
Provincia, stagione, volume in ettolitri
- nessun dato disponibile